# Sonia Bruno
María Antonia Oyamburu Bruno (Barcelona, 31 de juliol de 1945) és una actriu espanyola.

## Biografia
Després d'haver realitzat petites intervencions en televisió, debuta en cinema el 1961 amb la pel·lícula Los atracadores (1961), de Francesc Rovira-Beleta amb un look prototípic de la dècada dels seixanta en què va desenvolupar tota la seva carrera (cabells curts i serrell, eterna minifaldilla).
Va treballar a les ordres, entre altres de Manuel Summers, Luis García Berlanga, Pedro Lazaga, Antxon Ezeiza i Mariano Ozores. Els títols de les pel·lícules en les quals va intervenir inclouen El próximo otoño (1962), La boutique (1967), ¿Quiere casarse conmigo? (1967), Novios 68 (1967), No desearás la mujer de tu prójimo (1967), La chica de los anuncios (1968) i El taxi de los conflictos (1969).
A penes va provar sort en altres mitjans artístics a part del cinema. En teatre va protagonitzar El mantel, amb la companyia de Mary Carrillo i en televisió va intervenir en la sèrie Tiempo y hora (1966-1967), de Jaime de Armiñán, junt amb Antonio Ferrandis i Amparo Baró.
Es va retirar de la vida pública el 1969 en contreure matrimoni amb el futbolista del Reial Madrid José Martínez, "Pirri".

## Premis
Medalles del Cercle d'Escriptors Cinematogràfics
| Any  | Categoria     | Pel·lícula               | Resultat   |
| ---- | ------------- | ------------------------ | ---------- |
| 1965 | Millor actriu | El juego de la oca       | Guanyadora |
| 1967 | Millor actriu | Oscuros sueños de agosto | Guanyadora |

- Fotogramas de Plata al millor intèrpret de cinema espanyol (1968) per Oscuros sueños de agosto.
- Premi del Sindicat Nacional de l'Espectacle (1968) por La chica de los anuncios.